# Police nad Metují
Police nad Metují (niem. Politz an der Mettau) − miasto w Czechach, w kraju hradeckim, w Sudetach Środkowych. Według danych z 31 grudnia 2003 powierzchnia miasta wynosiła 2440 ha, a liczba jego mieszkańców 4 316 osób.
Pierwsza wzmianka o miejscowości pochodzi z 1213r., kiedy król czeski Przemysł Ottokar I nadał teren miejscowości klasztorowi benedyktynów z Břevnova.
Stacja kolejowa Police nad Metují położona jest około 4 km na południe od centrum miasta.

## Nazwa
Nazwa Police jest w języku czeskim rzeczownikiem rodzaju żeńskiego. Odmienia się według wzoru miękkiego: Polici w celowniku, bierniku, narzędniku i miejscowniku).

## Zabytki
- Klasztor w Policach nad Metují
- Kościół Wniebowzięcia Panny Marii w Policach nad Metují
- Kaplica Narodzenia Najświętszej Marii Panny w Policach nad Metují, cmentarna
- Ratusz w Policach nad Metují
- Kolumna  Najświętszej Marii Panny Bolesnej w Policach nad Metují
- Kolumna Selendera w Policach nad Metují
- Stara szkoła w Policach nad Metují
- Kościół husycki w Policach nad Metují
- Pomnik św. Jana Nepomucena w Policach nad Metují
- Pomnik św. Prokopa w Policach nad Metují
- Figura Matki Boskiej w Policach nad Metují
- Figura Matki Boskiej w murze cmentarnym (Police nad Metują)
- Pomniki wojny 1866 roku w Policach nad Metují
- Krzyż w Policach nad Metují

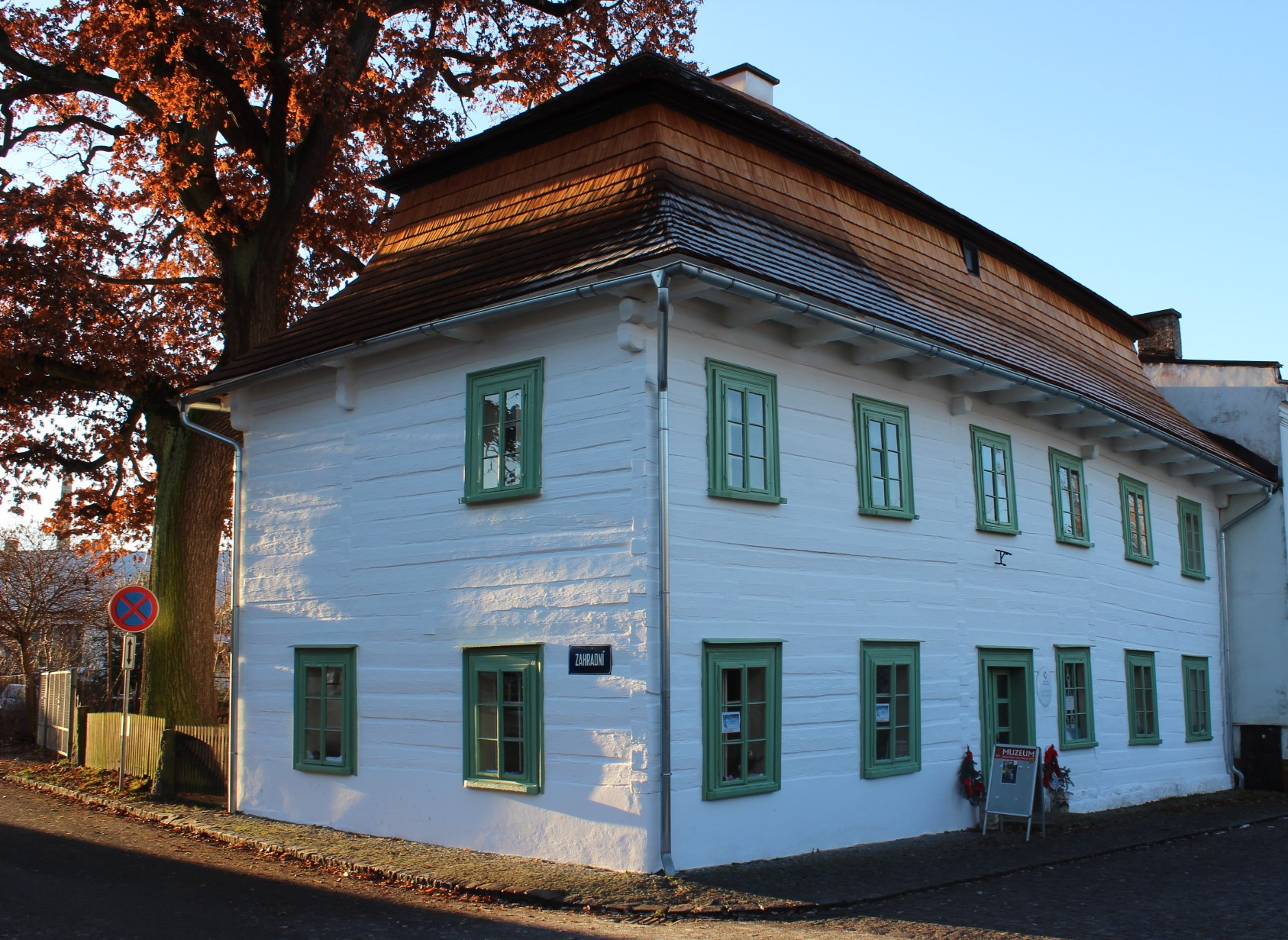
Muzeum (d. szkoła)
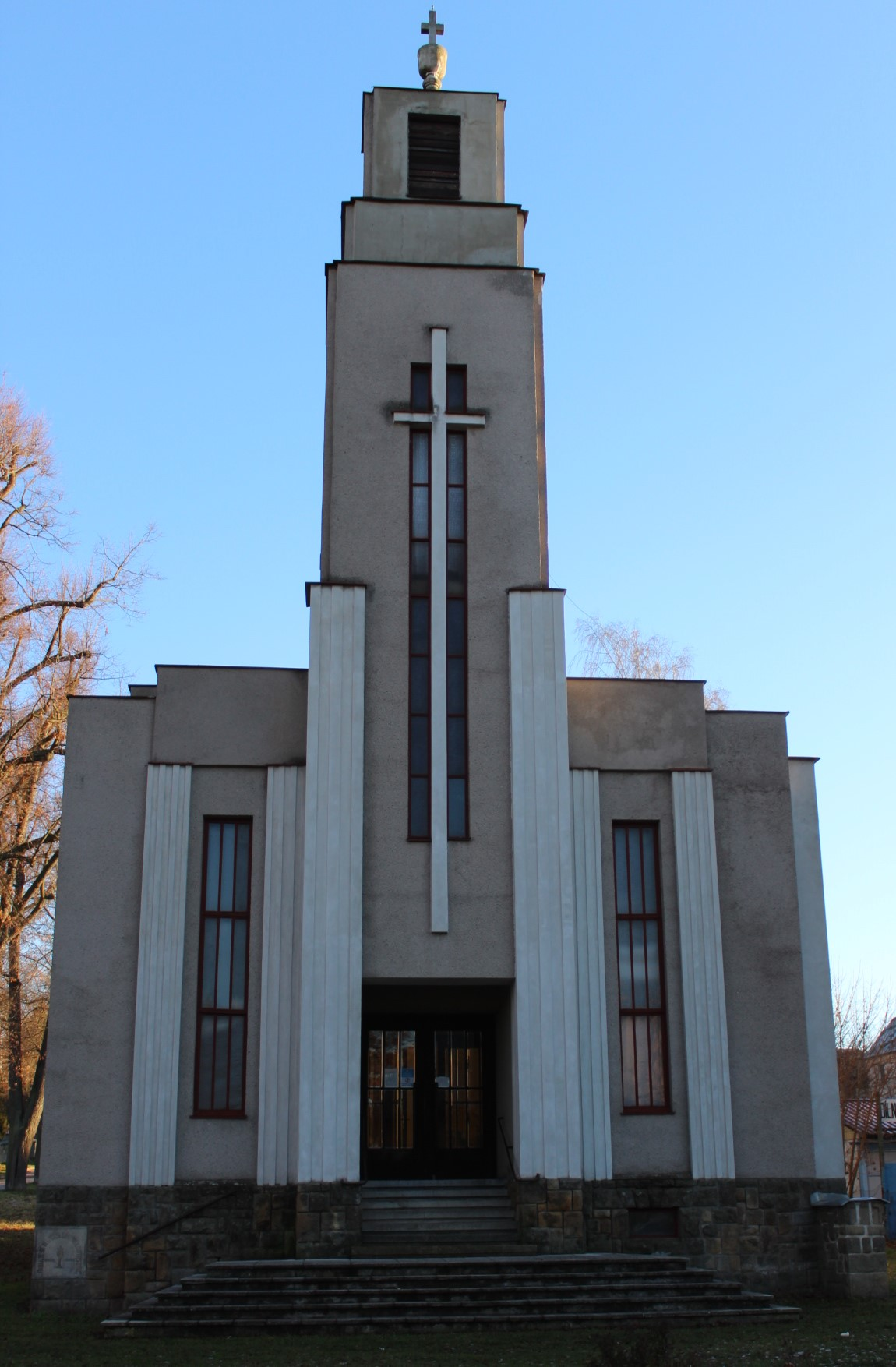
Kościół husycki
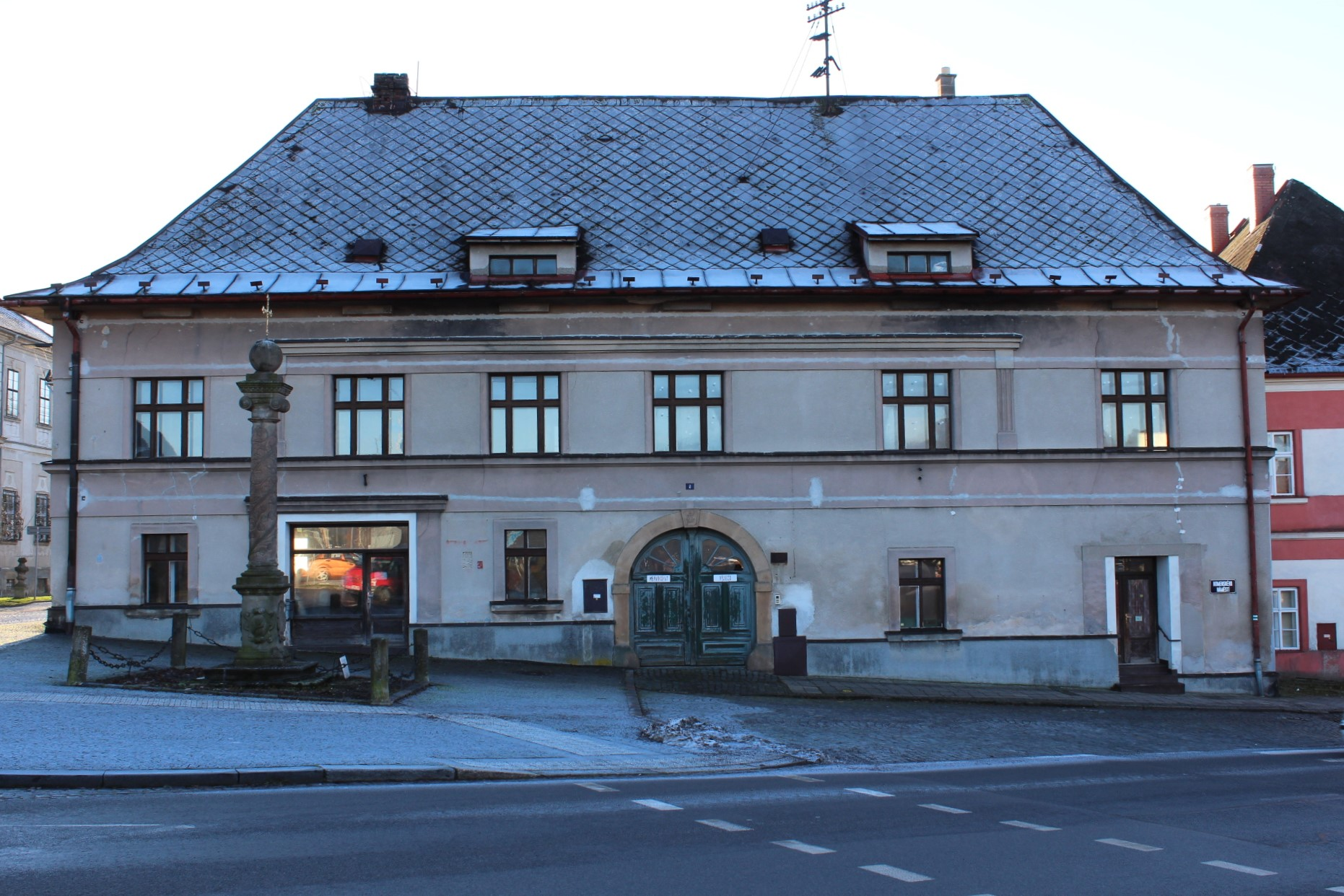
Dom, Komenskiego 2
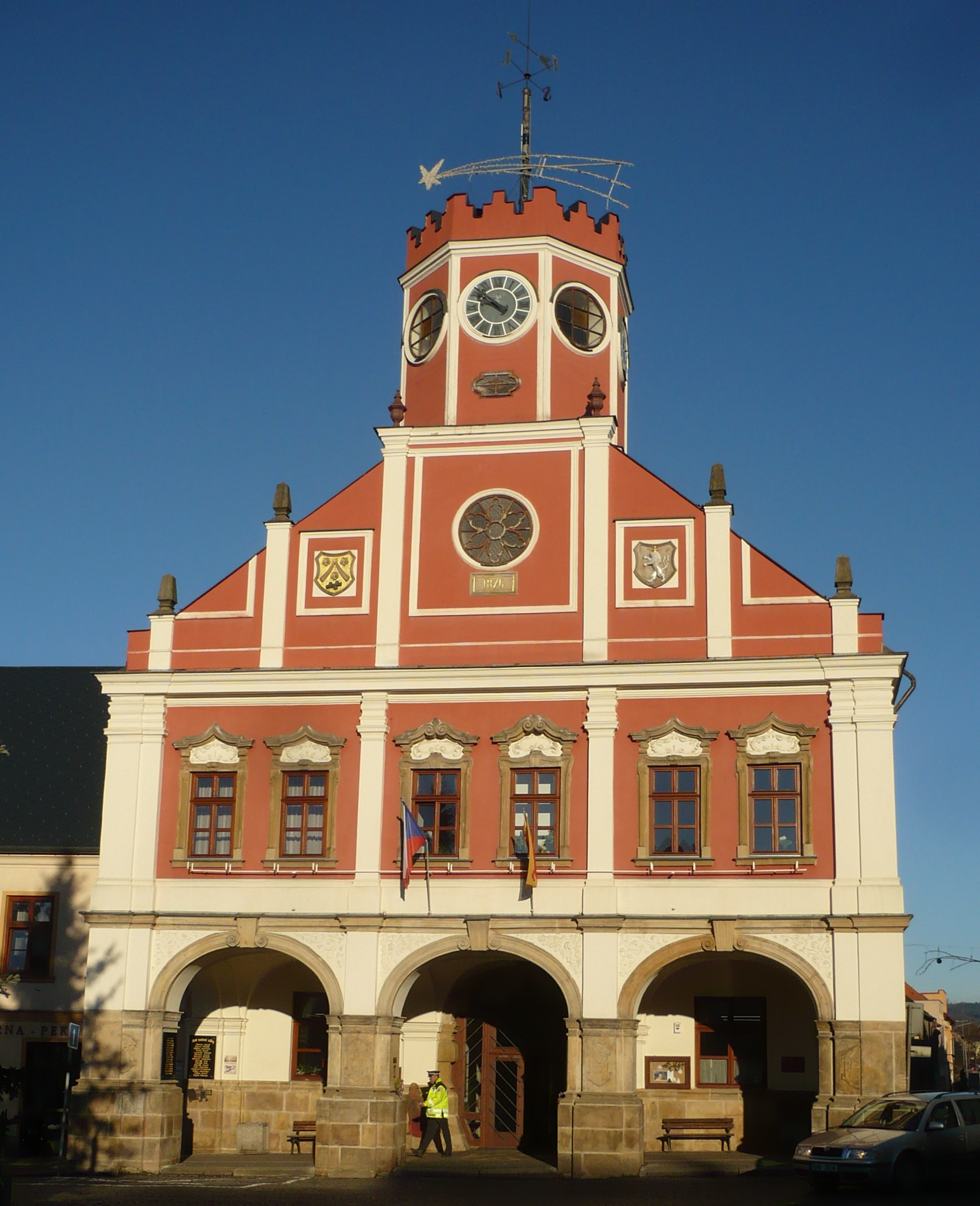
Ratusz
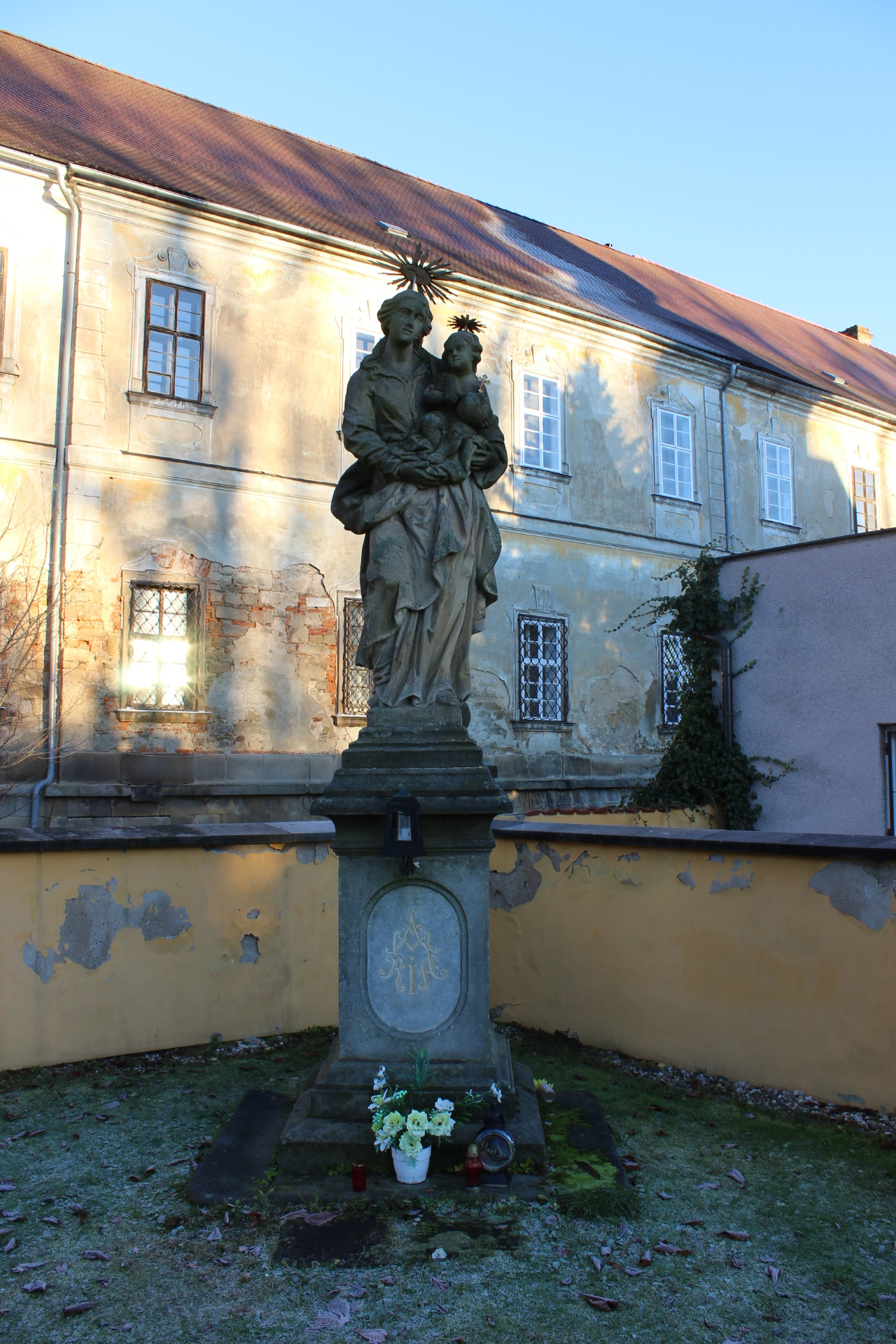
Figura MB
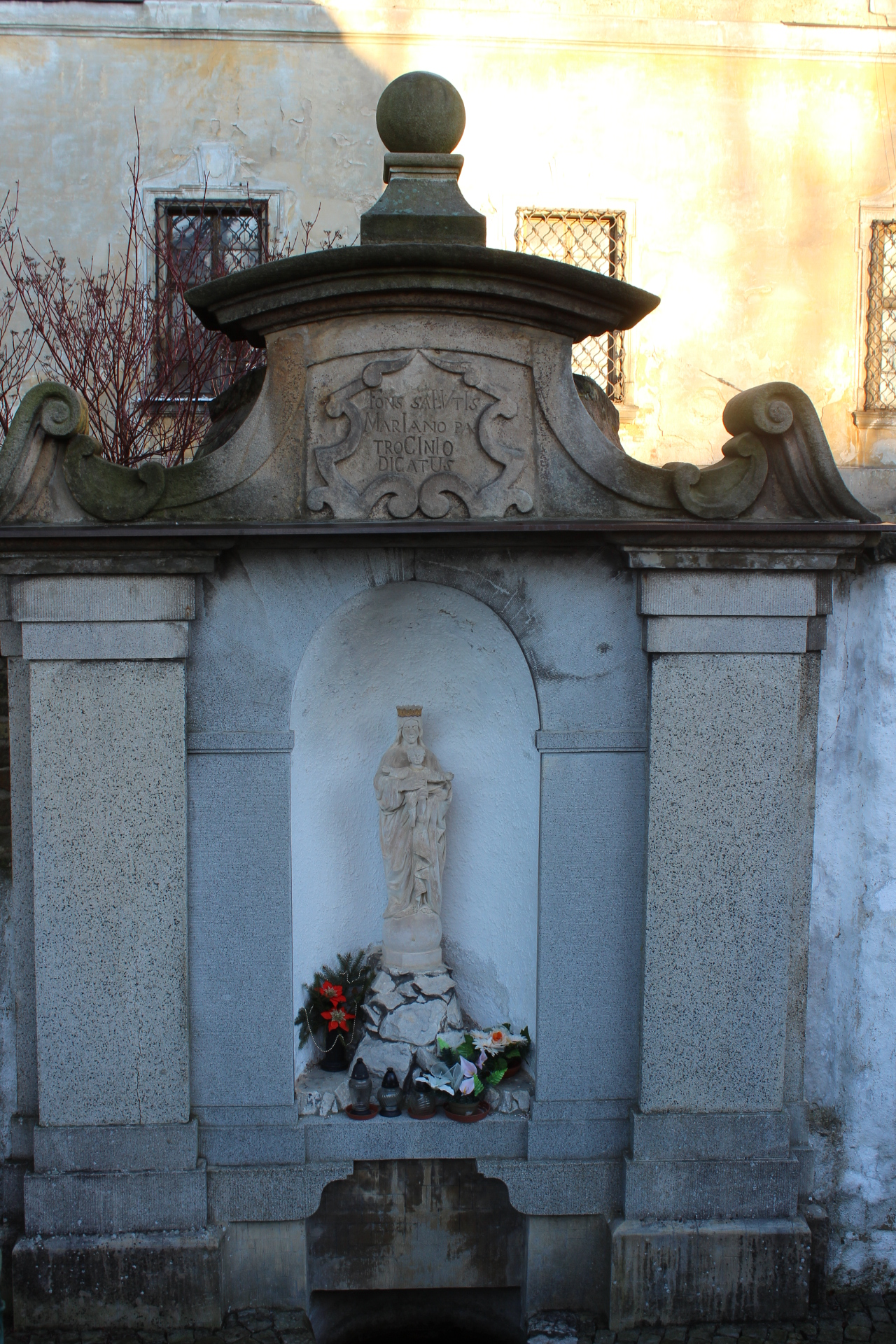
Figura MB
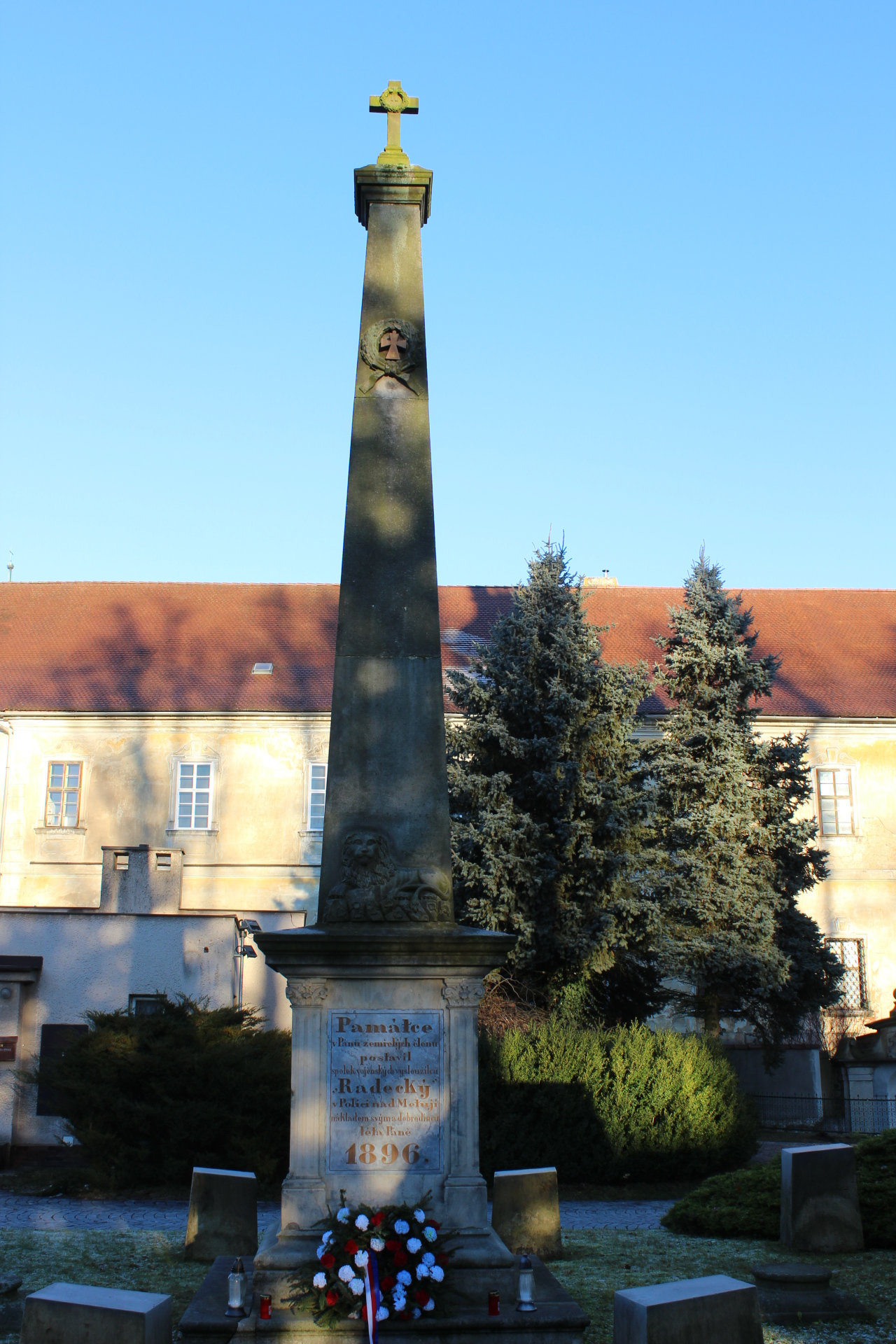
Pomniki wojny 1866
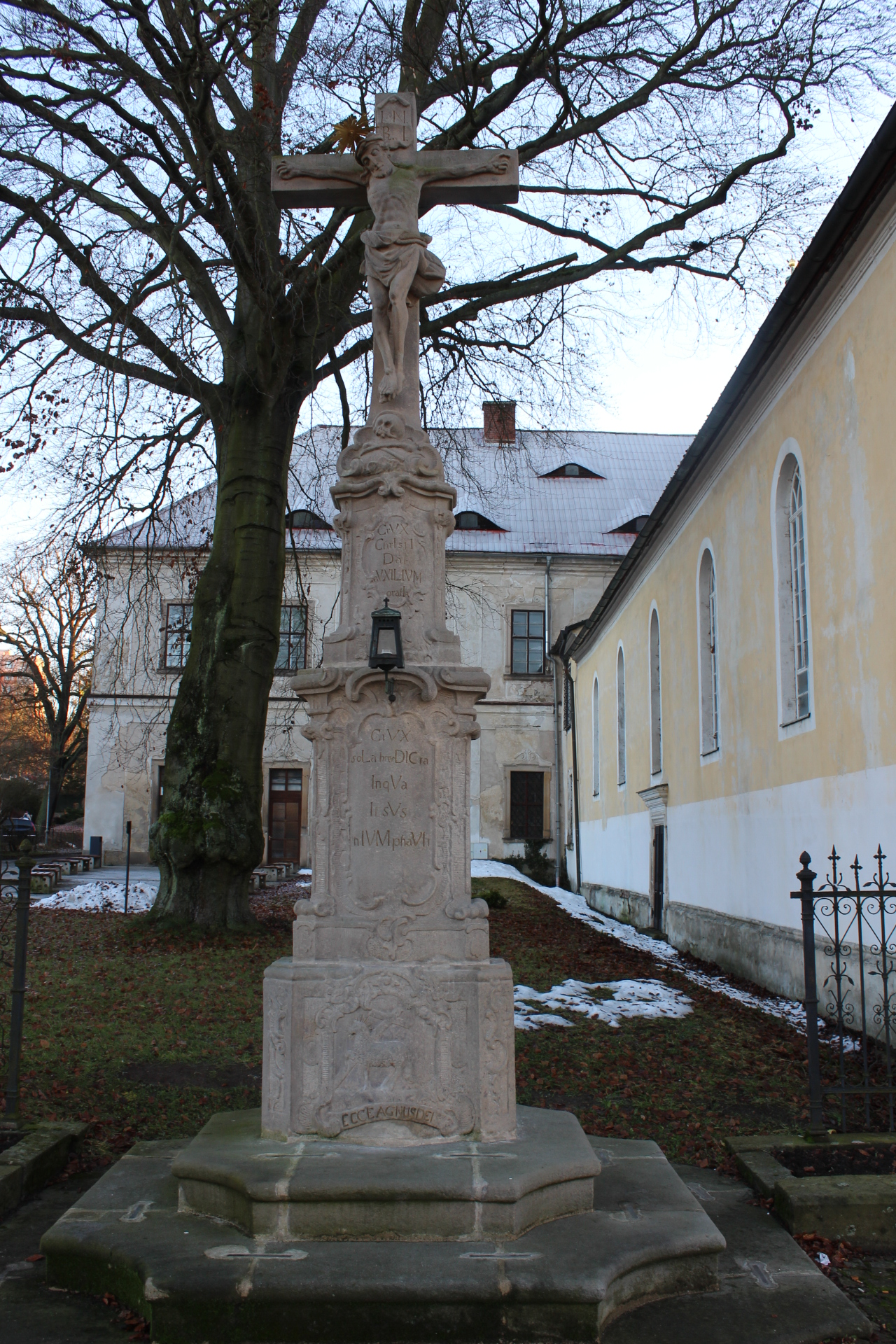
Krzyż

## Demografia
| Rok             | 1970  | 1980  | 1991  | 2001  | 2003  | 2006  | 2012  |
| --------------- | ----- | ----- | ----- | ----- | ----- | ----- | ----- |
| Liczba ludności | 4 160 | 4 676 | 4 480 | 4 396 | 4 316 | 4 306 | 4 301 |

Źródło: Czeski Urząd Statystyczny

## Miasta partnerskie
- Saltara (Włochy)
- Świdnica (Polska)